# Dolichoiulus clavatus
Dolichoiulus clavatus är en mångfotingart som beskrevs av Karl Wilhelm Verhoeff 1923. Dolichoiulus clavatus ingår i släktet Dolichoiulus och familjen kejsardubbelfotingar. Inga underarter finns listade i Catalogue of Life.